# گاتفرید هلن‌واین
گاتفرید هلن‌واین (به آلمانی: Gottfried Helnwein) در سال ۱۹۴۸ در وین به دنیا آمد او در آکادمی هنرهای زیبای وین (visual art) درس خواند او در طول تحصیل موفق به دریافت جایزه برتر آکادمی هنرهای زیبای وین به نام cardinal-könig"" و «Theodor-Körner» شد.

## آثار
آثار او در زمینه‌هایی همچون طراحی و نقاشی، عکاسی، نقاشی دیواری، مجسمه، چیدمان و هنر نمایشی می‌باشد و از تکنیک‌های گسترده‌ای در کارهایش استفاده کرده‌است.
کارهای اخیر او اکثراً شامل آبرنگهایی به سبک پست مدرن که کودکانی زخمی را نمایش می‌دهد که به خوبی نمایش‌های او که غالباً با کودکان در فضای عمومی همراه است می‌باشد.
هلن وین هنرمند مفهومی است که دغدغه‌های او اصولاً شامل نگرانی‌های روانی و جامعه شناسی، مشکلات تاریخی و موضوعات سیاست است و به این علت است که آثار او همیشه بر انگیزنده و بحث‌برانگیز مطرح شده‌است.
یکی از دغدغه‌های ذهنی هلن وین پیچیدگی شرایط انسان است. تصاویر آزار دهنده و تأثیرگذار او از کودکانی که جسمی و روحی آسیب دیده‌اند به عنوان استعاره‌ای از تمامی مسائل و مشکلات بر روی کل کرهٔ زمین است. او بیگناهی جوانان در مقابل حوادث تاریخی به‌طور مثال هولوکاست را به تصویر کشیده‌است تا شکنندگی و ضعف بشر را در این جهان بی‌ثبات به نمایش درآورد.
ممکن عکس‌العمل‌ها نسبت به نقاشی‌های هلن وین که تصاویری از نوزادان تازه به دنیا آمده هستند شدید باشد. این آثار در موزهٔ "federal pathological anatomical" در وین نگهداری می‌شود. آن‌ها یقیناً عصبی‌کننده هستند. این تصاویر شک دهنده هستند اما به‌طور خارق‌العاده‌ای تصاویری زیبا را به نمایش می‌گذارند. همانند چهرهٔ فرشته که خوابیده‌اند. سرهای تخم مرغ مانند عجیب آن‌ها به سوی خوابی هیپنوتیزم وار و رؤیا گونه کشیده شده‌اند و لب‌های آن‌ها در حال پریشانی و تنگنا رو به تجزیه شدن است. انگشتان و دست‌های آن‌ها به علت نوعی فرمول شیمیایی دارای چین و چروک هستند اما هر کدام از آن‌ها در حسی بدیع و عالی که به آن‌ها شخصیتی متفاوت از دیگری می‌دهد رسوخ کرده‌اند. برای هلن وین این تصویرها هرگز مخوف و وحشتناک نبوده‌اند برای زمانی مختصر زندگی وجود دارد و از بین می‌رود بنابراین نشانه‌ای روحانی ناشی از سختی‌ها و مشکلات است که به این گونه ثبت می‌شود.
به‌طور نامانوس این نوزادان بیگناه از لحظهٔ مرگ که در برخی موارد تاریخ آن‌ها به قرن ۱۹ می‌رسد در کپسول‌های زمان نگهداری می‌شده اندوآن‌ها در برزخی شناور در حال خواب بوده‌اند و مدت‌های مدید رنج کشیده‌اند. این تصاویر آشوبی را در بین مردم و انجمن‌ها به راه انداخت که در ایرلند بیش از هر جای دیگری بود. جایی که حقیقت نگهداری از بچه‌ها در بیمارستان‌های ایرلندی برای اعضای بدن آن‌ها فاش شده بود و در آلمان مردم را به یاد تجربیات نازی بر روی کودکان یهودی انداخت.
شعار آن‌ها «زندگی نه مستحق زندگی» («Lebenunswertes leben») بود.
در هر فرهنگی این نوع اعمال تصویری از شیطان است و در هر حال آثار هلن وین در زیر پوشش مبهم و شیطانی اما آمیخته با نوعی تصویر سازی قرار دارد.
یکی از مسائل هلن وین موقعیت بشر است. کنایه او در اثر هنری هم چنین که شامل پرتره‌های شخصی می‌شود در تصاویر کودکان حکمفرمایی می‌کند اما نه کودکانی بیگناه در تصور مردمان عادی بلکه به جای آن تصویری عمیقاً آزار دهنده و تأثیرگذار از کودکان زخمی خلق کرده‌است. کودکی که به شدت به‌طور جسمی و روحی از درون ترسیده‌است.
هری اس پارکر رئیس موزهٔ هنرهای زیبای سان فرانسیسکو در رابطه با اینکه چه چیزی کارهای هلن وین را شاخص می‌کند می‌گوید: برای هلن وین کودک نمادی از بیگناهی است اما بیگناهی تسلیم شده در جهان امروز جنگ‌های نا خواسته، فقر، تجاوز، باجگیری و تأثیرات حاصل از تجهیزات مدرن، پاکی و پرهیزگاری کودکان را تهدید می‌کند.
چیزی که آثار هلن وین را شاخص می‌کند توانایی او در تأثیر گذاشتن از نظر فکری و حسی در رابطه با موضوعات تأثیرگذار است.

هلن وین در رابطه با یکی از آثار خود با نام سقوط فرشته می‌گوید:
این یک سقوط آرام است. این واقعاً یک سقوط بزرگ و بسیار آهسته‌است و این حرکت به قدری آرام است که یخ زده و منجمد به نظر می‌رسد. مانند تکه یخی که به آرامی بر روی آب شناور است به‌طوری‌که برای چشم محسوس نیست و برای ما که کوتاه و سریع زندگی می‌کنیم قطعهٔ یخ جاودانه و بی حرکت هستند. این فرشته در بین جهنم و بهشت معلق است و به پایین نرسیده‌است و ممکن است که هرگز نرسد ولی به آرامی به آن نزدیک می‌شود.
در ۲۷ ژوئن ۲۰۰۸ گاتفرید هلن وین نمایشگاهی از آثار خود در گالری رودولفونیوم گذاشت که شامل آثار او از سال ۱۹۷۰ تا کنون می‌باشد این اثر در ۵ بخش کلیدی دسته‌بندی شده‌اند و در موضوعات اغلب کارهای او روان شناختی و جامعه شناختی بوده‌اند که به‌طور واقع گرایانه در نقاشی‌هایش به تصویر درآمده‌اند.
نمایشگاه با یک سری پرتره آغاز می‌شود جایی که روش هلن وین به سرعت به‌طور تمثیل وار در پرتره‌های شخصی اش نشان داده می‌شود. او با فریادی جمع شده در چشمان بسته اش به تصویر کشیده شده‌است. تأثیرات نازی به‌طور کاملاً محسوس در یکی از کارهای او دیده می‌شود که در آن افسران فراری به‌طوری آرام و نجیب بر سر جسد بی جان یک کودک ایستاده‌اند. پاداش بی عاطفهٔ نازی در این گونه آثار تأثیر خود را در نقد به جنگ اتریش نشان می‌دهد. جنگی که هلن وین معتقد بود کشورش در ان به آرامی سقوط کرده‌است و بخش مرکزی عمده‌ترین موضوعات هلن وین که نمایش زجر کودکان است را شامل می‌شود. تماشاگر تصاویری را تماشا می‌کند که در ان یک کودک آغشته به خون صورت باندپیچی شده بی جان است یا حتی در حال حمل یک تفنگ است چون صحنه‌ها بدون دلیل خاص هستند نمایش کاملاً بی‌طرفانه و واقع گرایانه آن‌ها باعث می‌شود که ترسناک به نظر بیاید. این نقاشی‌ها تماشاگر را به احساسات هیجان انگیز غفلت و جنایت در گیر می‌کند. بزرگترین تصویر در این نمایش سر کودک است که کیفیت و حساسیت عکاسی گونه اش ان را به‌طور محسوس به زندگی وارد کرده‌است به گونه‌ای که به سختی می‌توان باور کرد که ان یک نقاشی است.

## پرستش مجوسان
یکی از مشهورترین نقاشی‌های هلن وین «تجلی ۱ پرستش مجوسان» (به انگلیسی: Epiphany I (Adoration of the Magi)) در سال ۱۹۹۶ می‌باشد.
این یک بخش از یک مجموعهٔ سه بخشی است.
تجلی ۱- پرستش مجوسان / تجلی ۲- پرستش چوپان / تجلی ۳- نمایش در پرستشگاه خلق شده در بین سال‌های ۱۹۹۶ و ۱۹۹۸.
در تجلی ۱ افسران به صورت گروهی گرد مادر و کودک حلقه زده‌اند تا با دیدگان و حدسیات خود قضاوت کنند. آن‌ها طوری به نظر می‌رسند که گویی بسیار کنجکاو و علاقه‌مند به جزئیات مانند سر / صورت/ پشت و اندام تناسلی کودک هستند. ترکیب بندی فیگورها کاملاً در ارتباط با نقش مایه‌ها و پیکرهای ترسیم شده پرستش مجوسان در دوران قرن ۱۵ و آثار هنری آلمانی /هلندی/ایتالیایی می‌باشد.
جولیا پاسکال در رابطه با این اثر می‌نویسد:
در این صحنه تولد خلق شدهٔ اتریشی هیچ مجوسی در حال حمل هدایا نیست. زن و بچه بواسطه ۵ افسر مؤدب و با احترام احاطه شده‌اند در ترسی آشکارا آمیخته با احترام از این زن آرمانی و باکره قرار گرفته‌اند. مسیح نو پا که بر روی دامن مریم نشسته‌است به بیرون از تابلو خیره شده‌است. کودک در اثر هلن وین معمولاً چهرهٔ هیتلر را به نمایش می‌گذارد.

## رابطهٔ او با کودکان
من همیشه با کودکان احساس راحتی بیشتری می‌کنم تا بزرگسالان. همه چیز با آن‌ها بسیار ساده‌تر و قابل لمس تر است. در دنیای کودکان هر چیزی ممکن است و هیچ محدودیتی برای تصورات و تخیلات وجود نداردو معجزه بخشی از زندگی آنهاست. در مقابل روابط با بزرگسالان معمولاً محدود و به‌طور شگفت‌انگیزی گیج‌کننده‌است و معمولاً خسته‌کننده. متأسفانه این بزرگسالان هستند که قانون‌گذار جهان اند و تمام کودکان باید قوانین تخریب‌کنندهٔ آن‌ها به نام تحصیلات را تجربه کنند و در یک آن، از سوی دیگر آن‌ها معمولاً می‌شکنند و قوهٔ تخیلشان از بین می‌رود و در نهایت می‌توانند شهروند، سرباز، کارمند و هر چیز دیگری بشوند.
موضوع سوءاستفاده از کودکان متعاقباً آمیخته شده با عنوانی به نام "هنر در آمریکاً جایی که شخصیت‌های کارتونی قربانیان به جای کودکان هستند مفهوم بی گناهان مورد سوءاستفاده را آشکار می‌کند. مشاهدهٔ دانلد داک در حال استنطاق شدن به وسیلهٔ کارآگاه عبوس و در حال شکار شدن در ساعات تاریکی. اما بد شانسی او را تبدیل به یک قاتل آدم‌کش در لس آنجلس می‌کند.
در آخر سری مجموعه تصاویر از چهرهٔ مری لین منسون که با گوش‌های میکی ماوس تلفیق شده‌است. در رنگ‌های سیاه و سفید و گاهی اوقات چهره‌ای شیطانی برای نمایش سیاهی‌های طبیعی درون انسان و بشر به تصویر کشیده شده‌است.
یک مسئلهٔ آزار دهنده در آثار هلن وین در گیر کردن تماشاگر در موضوع کار است. این یک شگفتی است که نمایشگاه‌های از این قبیل که موضوعی تازه و بدیع دارند به شما احساس نا پاکی درونی می‌دهند.

## مصاحبه هلن وین با مجلهٔ یاسو
هلن وین در تحلیل آثار خود و انگیزهٔ او از این قبیل کارهایش در مصاحبه‌ای می‌گوید درست است که هر زمانی ارزش‌های زیبایی‌شناسی خود را دارد و اگر شما بخواهید به مردم زمان خود دسترسی پیدا کنید باید زبان هنری خود را پیشرفت دهید تا آن‌ها بتوانند درک کنند. این کاری است که من می‌خواهم انجام بدهم. تماشاگران من عشق بازان من در زندگی هستند من از مردم عقده‌ای دارم. می‌خواهم آن‌ها را با هنرم لمس کنم و تکان دهم و در عین حال محکم نگه دارم و بعضی اوقات می‌خواهم آن‌ها را اسیر خود کنم و این تمام چیزی است که به آن توجه می‌کنم.
هنر من هنری است ادامه دار که من آن را ۳۰ سال پیش در بین مردم شروع کردم از زمان شروع بچگی ام تحت فشارهای ناشی از زندگی در جایی بودم که بیشتر شبیه به دیوانه خانه بود. همیشه به خود می‌گفتم چگونه در چنین مکانی زندگی را به پایان برسانم. من این جا چه کنم تنها چیزی که می‌دانستم این بود که این خانهٔ من نیست من به اینجا تعلق ندارم اما من که بودم؟ از کجا آمده بودم؟ بدون شک من در معرض فراموشی قرار گرفته بودم.
در سن هیجده سالگی بود که فهمیدم یک راه فراری وجود دارد من با ید هنرمند می‌شدم و شروع به نقاشی کردن می‌کردم. من چیز زیادی در رابطه با جهان هنر و هنرمندان نمی‌دانستم و به تکنیک‌ها و شیوه‌ها اهمیت نمی‌دادم من فقط می‌خواستم سوالات بچگی ام را در غالب تصویر به نمایش بگذارم و پله به پله زبان هنری ام را پیشرفت دادم.
سؤال من همیشه این است. چرا مردم همیشه باعث رنج بسیار برای دیگران می‌شوند؟ چرا هر کسی آسیب دیده به نظر می‌رسد؟ وقتی من شروع به نقاشی کردن می‌کنم احساس نمی‌کنم که پیامی دارم هنر من یک جواب نیست بلکه یک سؤال است.